# D20E AR15
D20E AR15 là một loại đầu máy diesel điện được sản xuất bởi Siemens chạy trên đường sắt khổ 1.000 mm dành cho khu vực Đông Nam Á, Châu Phi. Nhà vận hành hành trên mạng lưới là Đường sắt Việt Nam.

## Thiết Kế
Những chiếc đầu máy D20E này là một phần của Hiệp định hợp tác Kinh tế giữa Đức và Việt Nam, được sản xuất bởi Siemens khôi phục lại sản xuất một loại đầu máy diễn ra chạy trên khổ hẹp quá trình phát triển đầu máy Asiarunner phải được thực hiện từ đầu.
Các Phụ Tùng, một phần thiết kế mô-đun được lấy từ các lớp đầu máy xe lửa khác của Siemens (như lớp Eurosprinter và lớp Eurorunner). Khung chính là một trong những mô-đun như vậy. Các cabin điều khiển cũng là các thành phần mô-đun. Lối vào khoang động cơ chính thông qua mái che, có ba đoạn có thể tháo rời, có một hành lang bên đầu máy cho phép lối thoát hiểm trong trường hợp khẩn cấp nhất định.
Động cơ là loại MTU 12 xi-lanh - tương tự như động cơ được sử dụng trên lớp Eurorunner ngoại trừ loại 12 thay vì 16 xi-lanh. Đã có kết nối tối đa 3 đầu máy để tăng công suất hoạt động.

## Phục vụ
Theo đó Asiarunner được thiết kế để sử dụng ở châu Á, châu Phi, Nam Mỹ và Úc, thì Đức mới chuyển những đầu máy này cho Đường sắt Việt Nam.
Năm 2006, Đã sản xuất và trao tặng những đầu máy này như để góp phần tái tạo Đường sắt Việt Nam đã đặt các đầu máy Asiarunner và đến khoảng giữa 2006 đến 2007, được tài trợ Siemens AG đã sản xuất và bàn giao cho Việt Nam. Số lượng đầu máy Asiarunner chuyển về Việt Nam đã đặt là 16 chiếc AR15 chạy dịch vụ hành khách và hàng hóa trên tuyến Đà Nẵng – Sài Gòn.
Dự Kiến Từ Ngày 1 Tháng 8 năm 2025, Tất Cả 16 Đầu máy hoạt động Xí nghiệp đầu máy Sài Gòn (cơ sở Đà Nẵng).

### Danh sách các đầu máy
| Số thứ tự | Số hiệu | Loại     | Xí nghiệp quản lý | Ghi chú                                        |
| --------- | ------- | -------- | ----------------- | ---------------------------------------------- |
| 01        | AR001   | D20E-001 | XNĐM SÀI GÒN      | Đang vào cấp đại tu                            |
| 02        | AR002   | D20E-002 | XNĐM SÀI GÒN      |                                                |
| 03        | AR003   | D20E-003 | XNĐM SÀI GÒN      |                                                |
| 04        | AR004   | D20E-004 | XNĐM SÀI GÒN      |                                                |
| 05        | AR005   | D20E-005 | XNĐM SÀI GÒN      |                                                |
| 06        | AR006   | D20E-006 | XNĐM SÀI GÒN      |                                                |
| 07        | AR007   | D20E-007 | XNĐM SÀI GÒN      |                                                |
| 08        | AR008   | D20E-008 | XNĐM SÀI GÒN      |                                                |
| 09        | AR009   | D20E-009 | XNĐM SÀI GÒN      |                                                |
| 10        | AR010   | D20E-010 | XNĐM SÀI GÒN      | Trưng bày tại Nhà Máy Xe Lửa Gia Lâm( Hà Nội ) |
| 11        | AR011   | D20E-011 | XNĐM SÀI GÒN      |                                                |
| 12        | AR012   | D20E-012 | XNĐM SÀI GÒN      |                                                |
| 13        | AR013   | D20E-013 | XNĐM SÀI GÒN      |                                                |
| 14        | AR014   | D20E-014 | XNĐM SÀI GÒN      |                                                |
| 15        | AR015   | D20E-015 | XNĐM SÀI GÒN      |                                                |
| 16        | AR016   | D20E-016 | XNĐM SÀI GÒN      |                                                |

## Thư viện ảnh

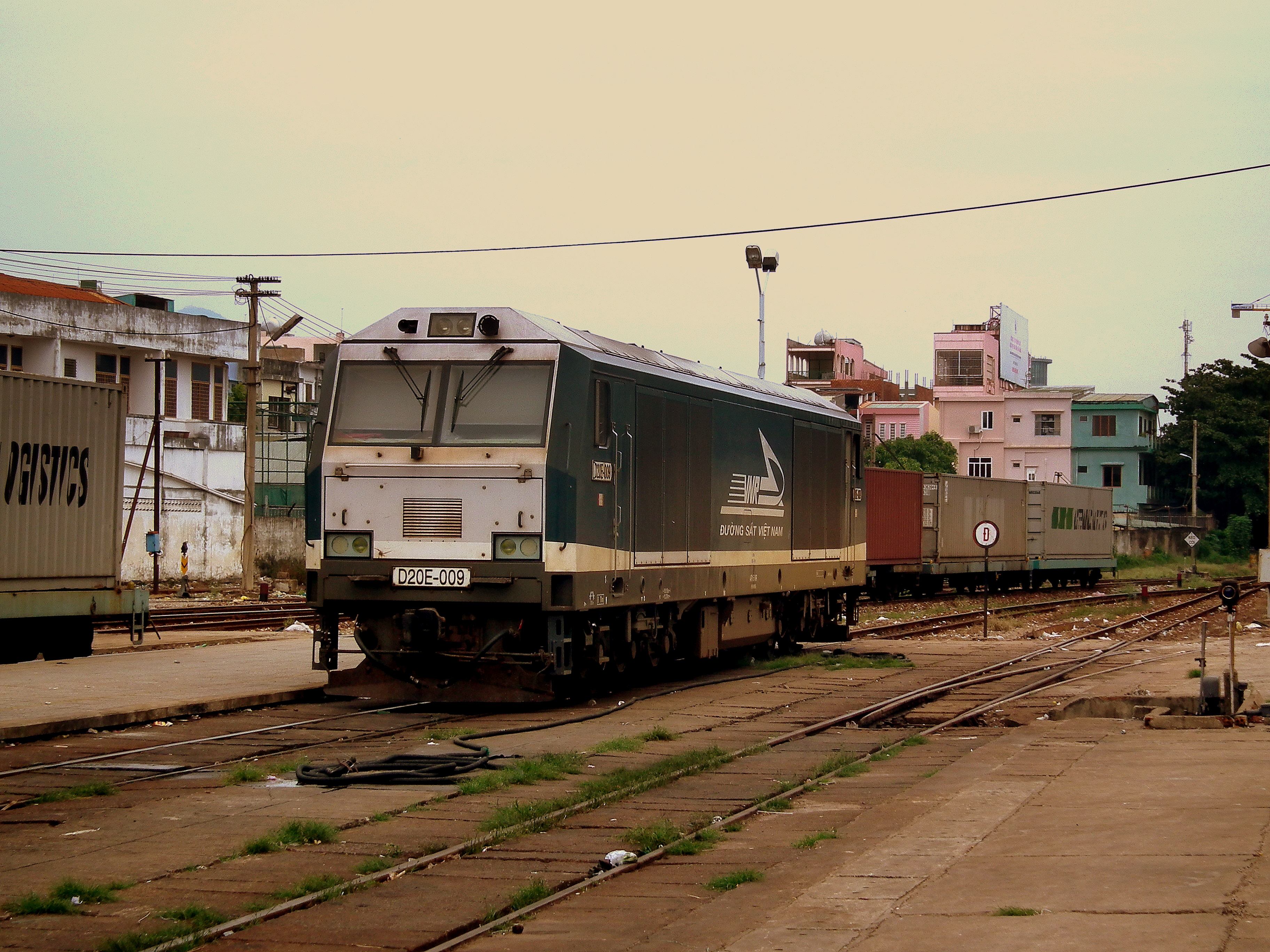
D20E 009 tại ga Đà Nẵng Thuộc Xí nghiệp đầu máy Sài Gòn (cơ sở Đà Nẵng).
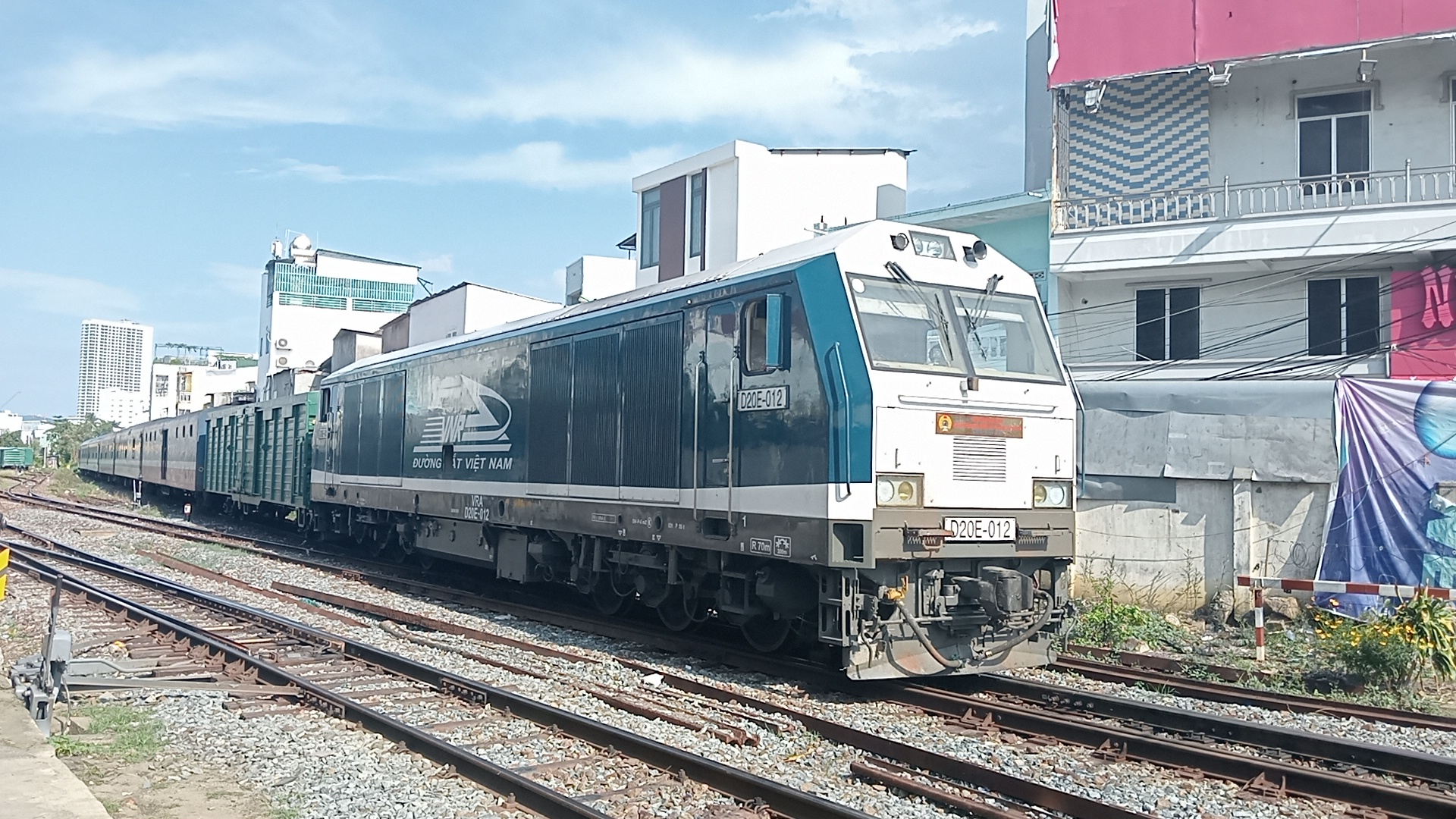
D20E-012 SE8 Kéo tàu khách trong ga Nha Trang
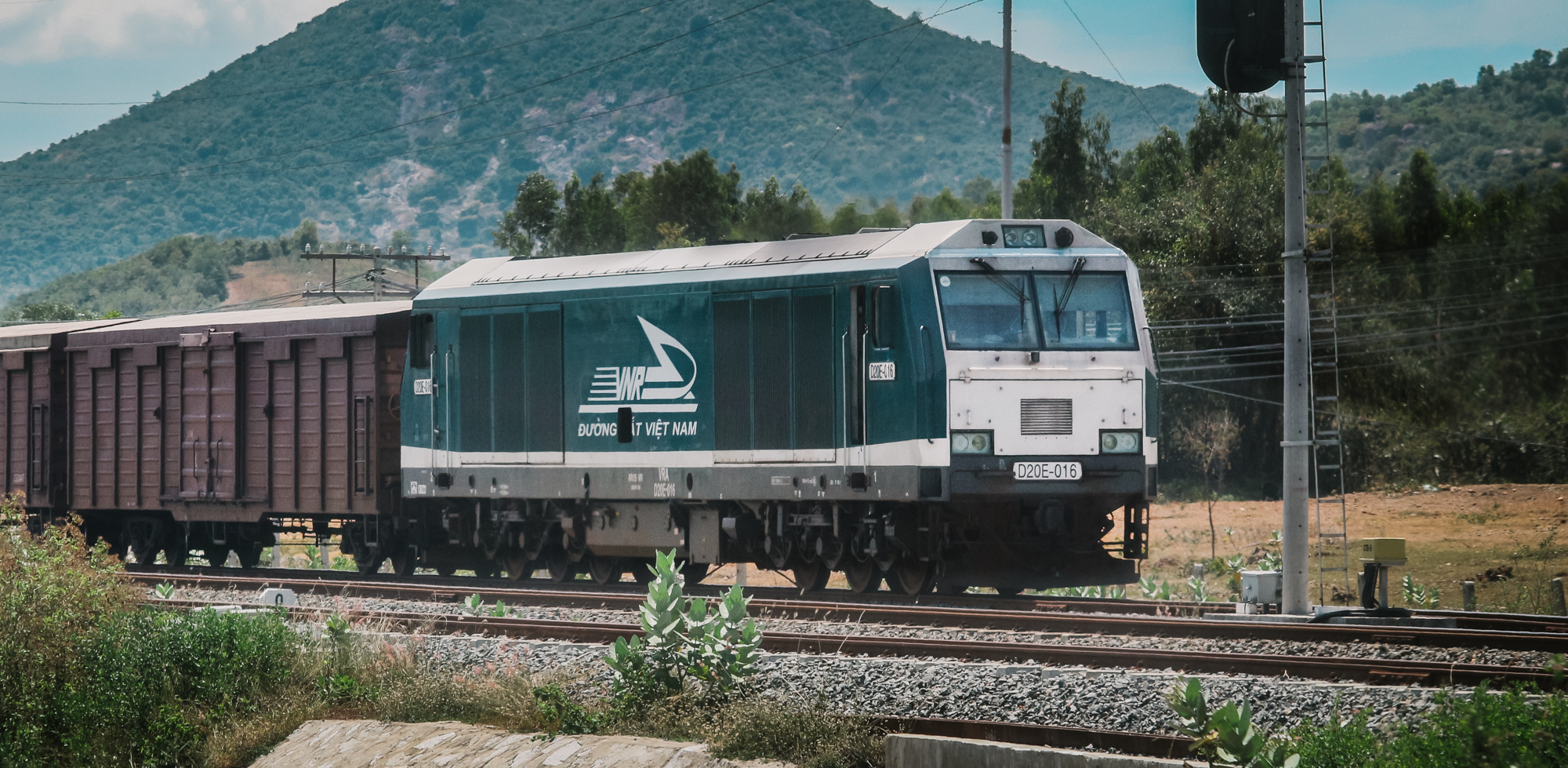
D20E-016 đi qua một QL1A
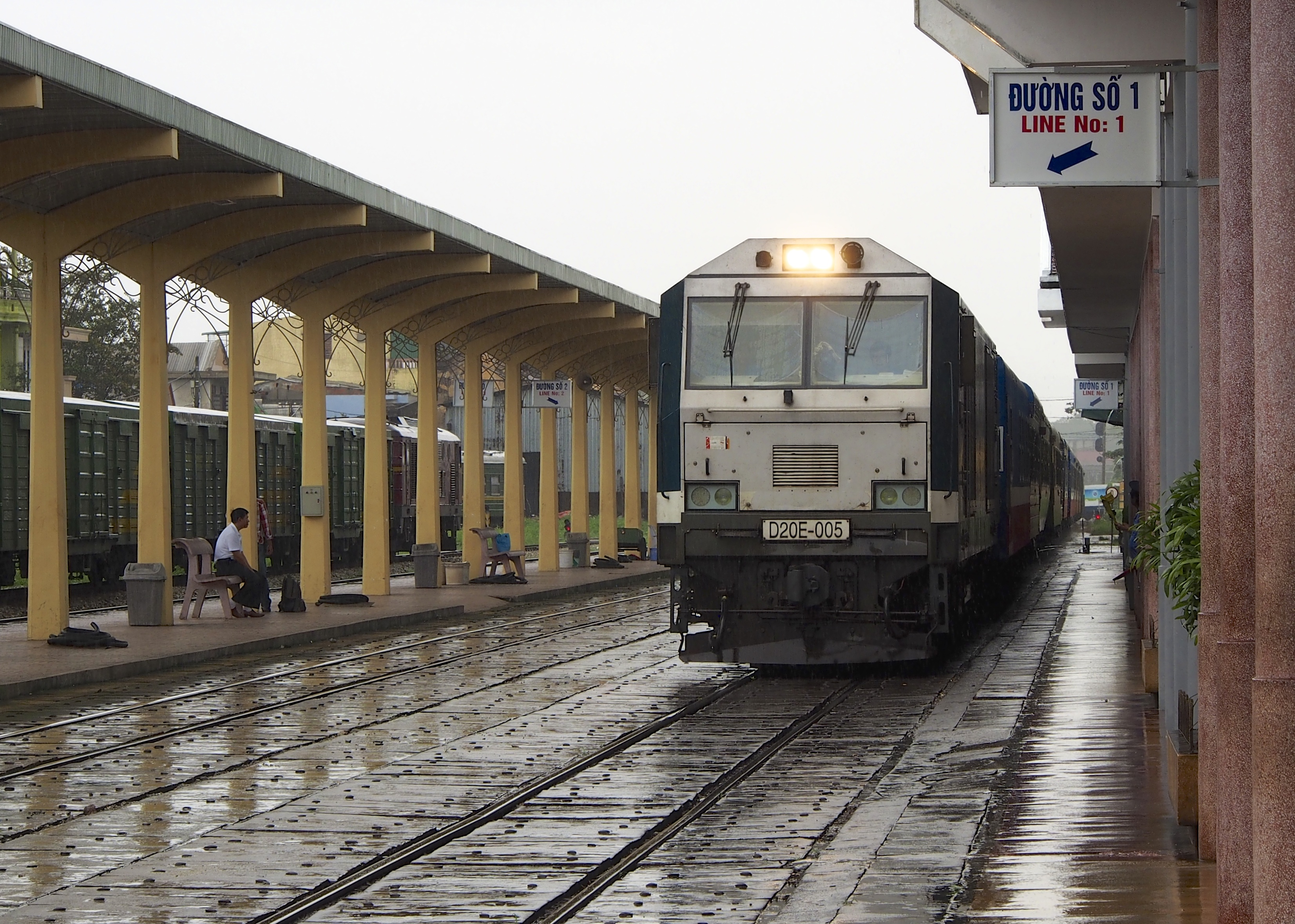
D20E-005 Thuộc Xí nghiệp đầu máy Sài Gòn (cơ sở Đà Nẵng).
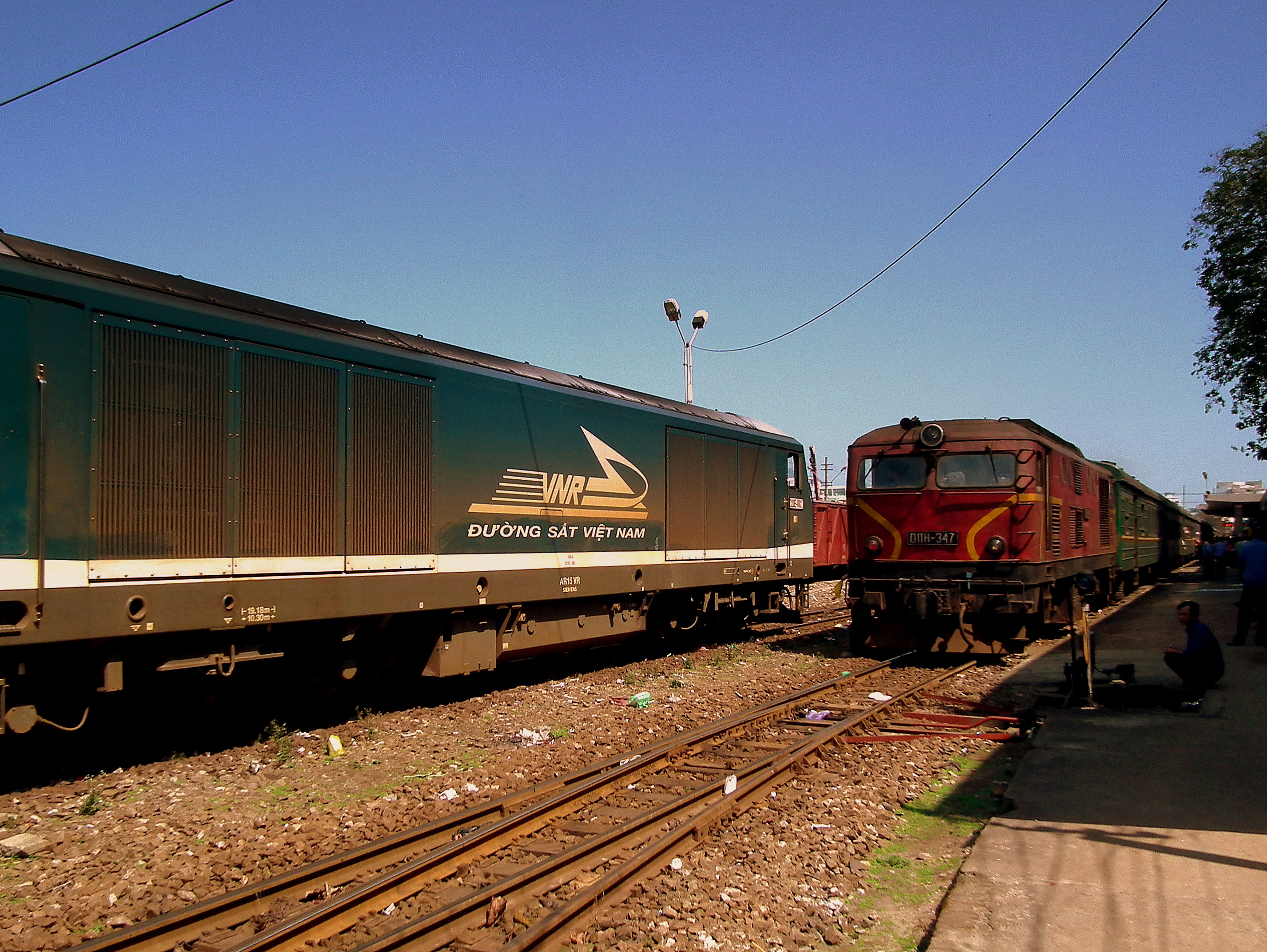
D20E-002 Thuộc Xí nghiệp đầu máy Sài Gòn (cơ sở Đà Nẵng) vào ga Đà Nẵng Và D11H-347 Trước Thay Động Cơ Cho D13E-720.
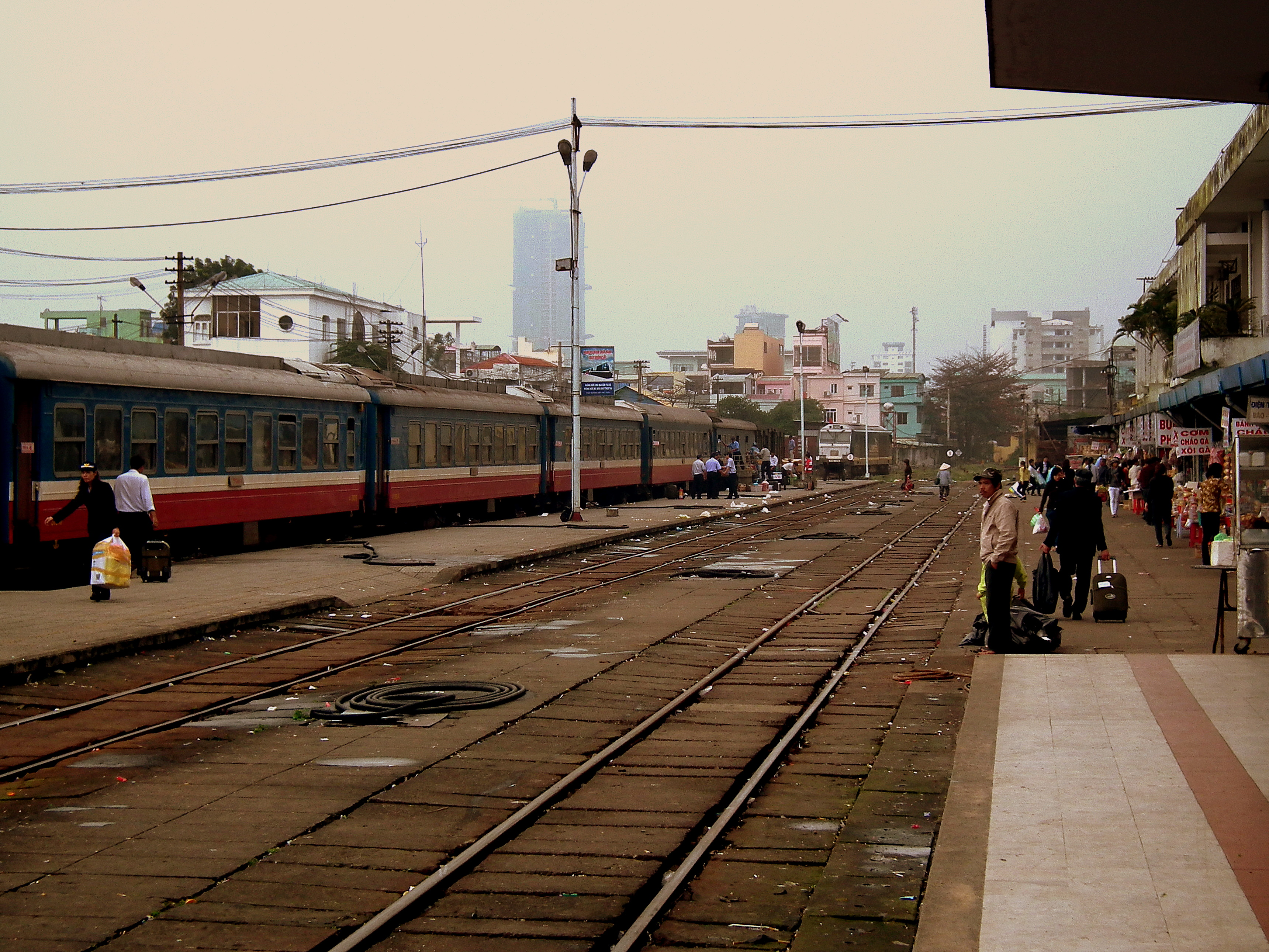
D20E Thuộc Xí nghiệp đầu máy Sài Gòn (cơ sở Đà Nẵng) tại ga Đà Nẵng
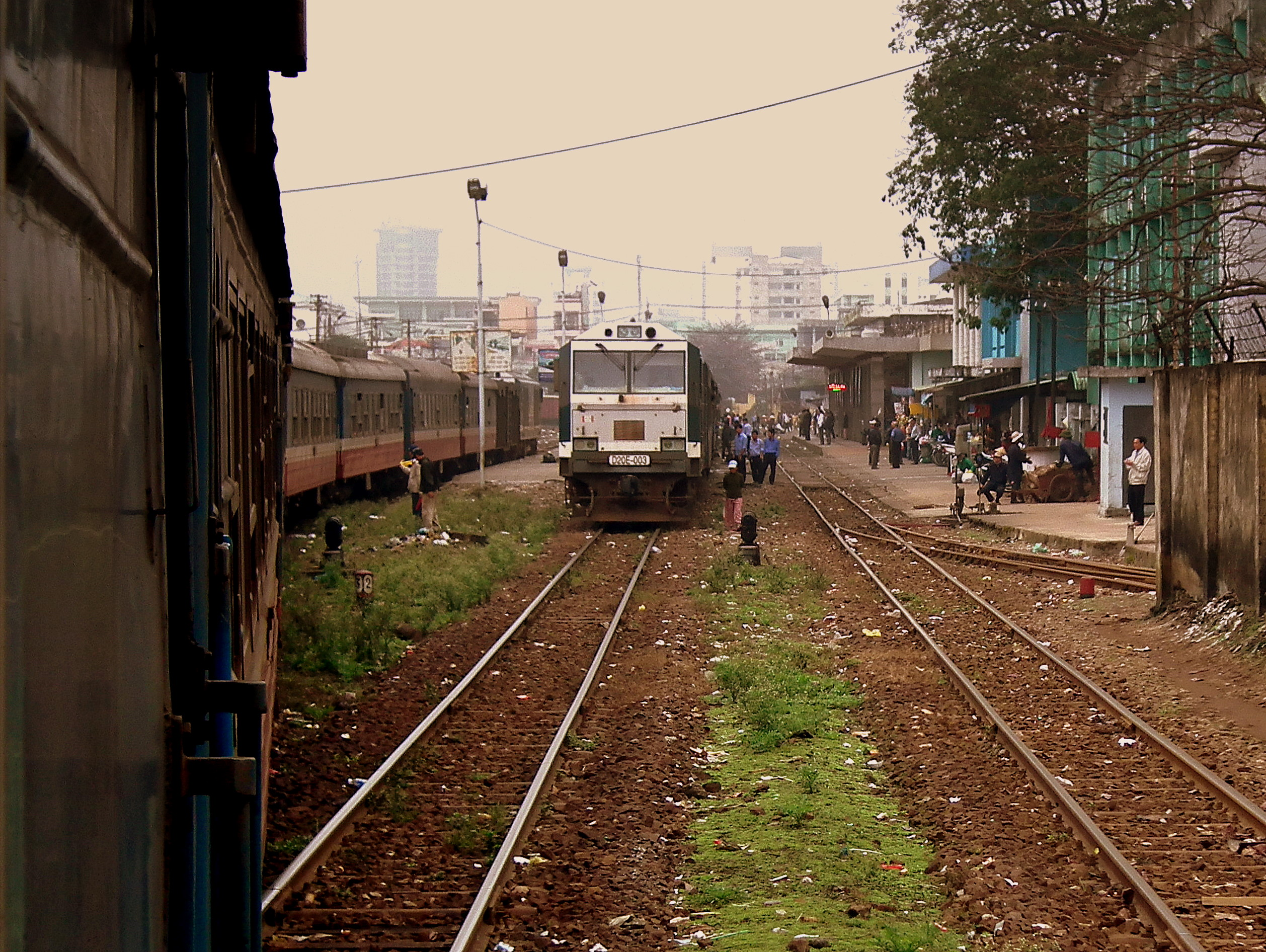
D20E-003 Thuộc Xí nghiệp đầu máy Sài Gòn (cơ sở Đà Nẵng) tại ga Đà Nẵng.
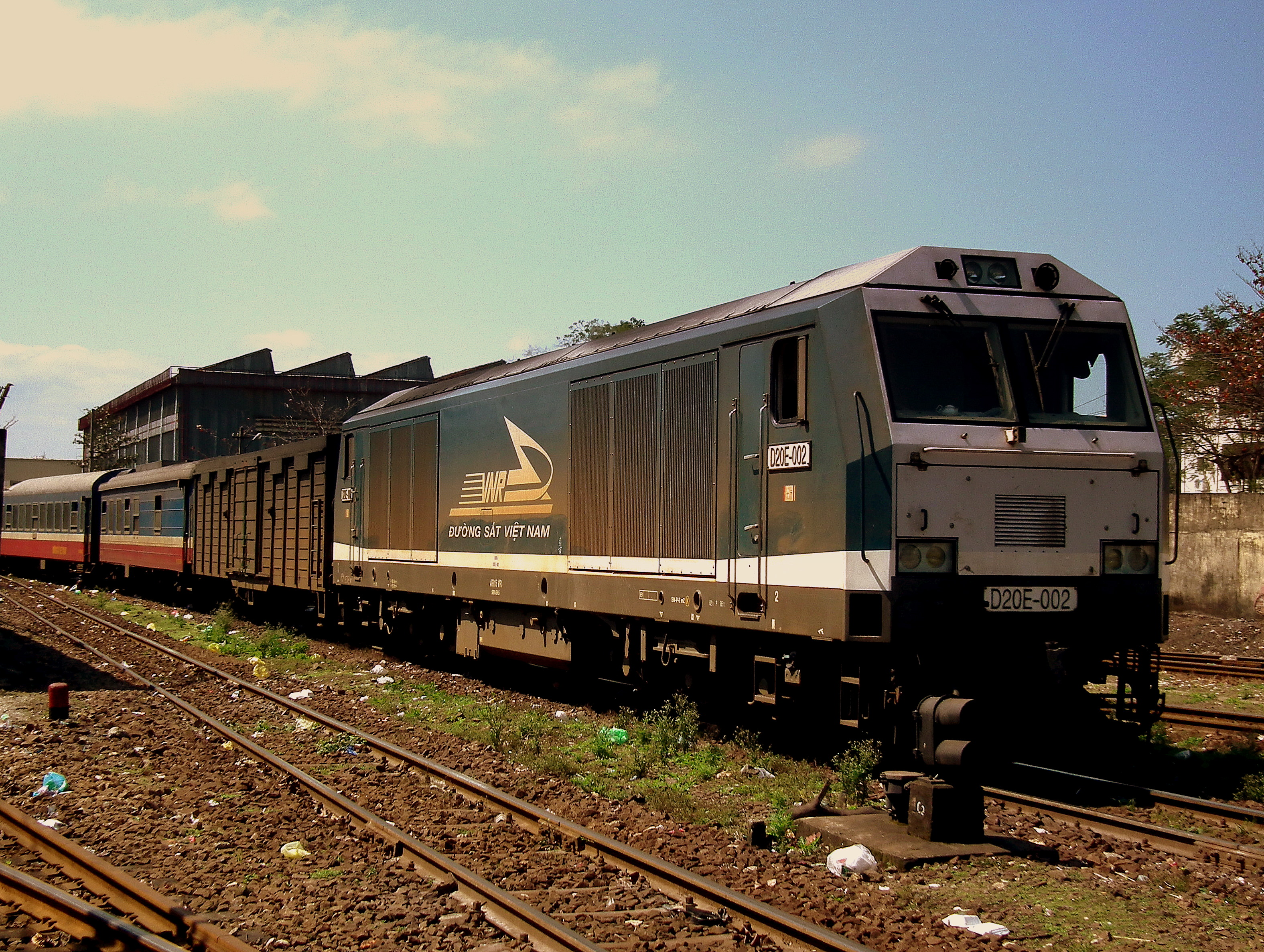
D20E-002 Thuộc Xí nghiệp đầu máy Sài Gòn (cơ sở Đà Nẵng) vào ga Đà Nẵng.
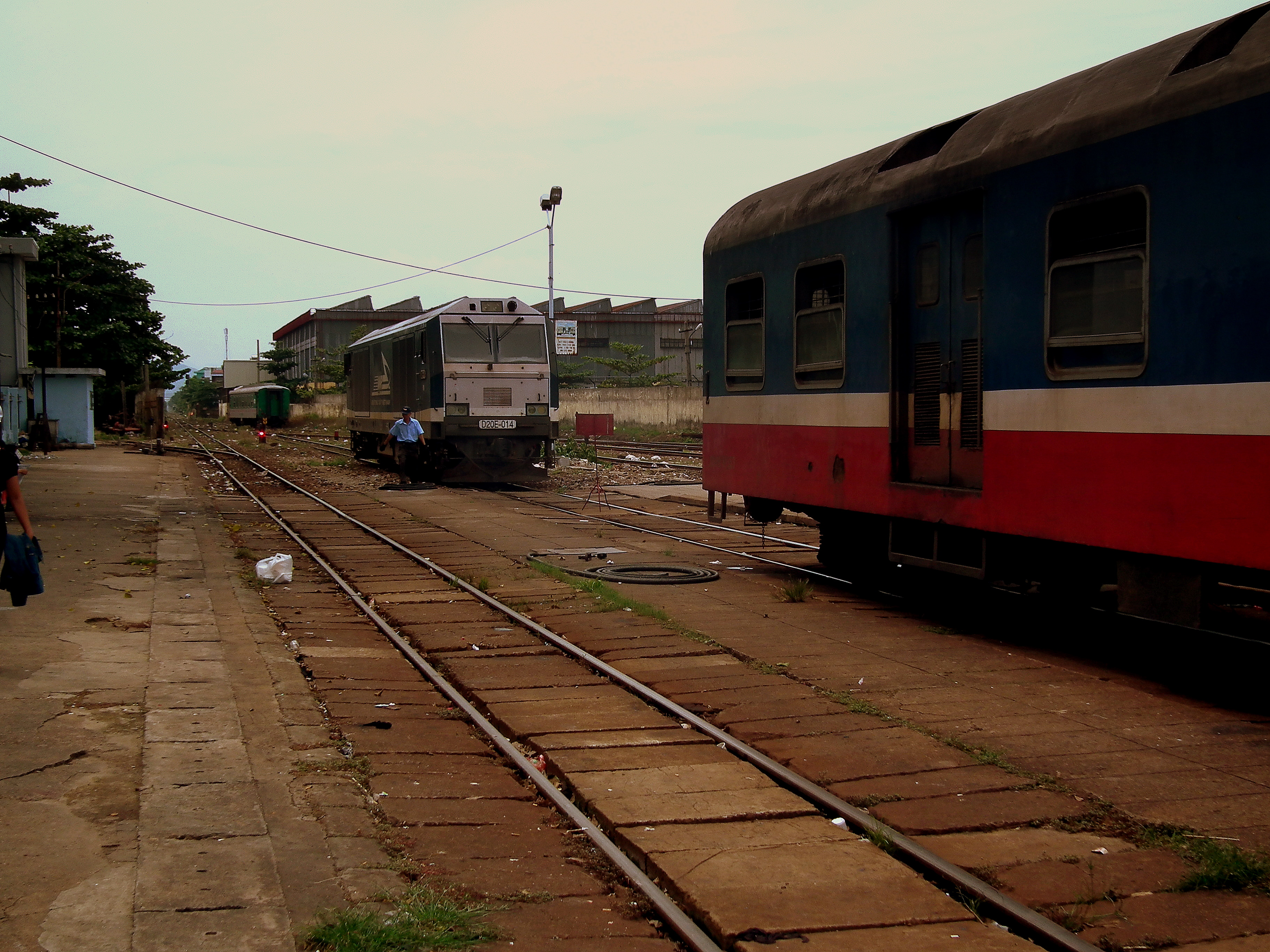
D20E-014 Thuộc Xí nghiệp đầu máy Sài Gòn (cơ sở Đà Nẵng).
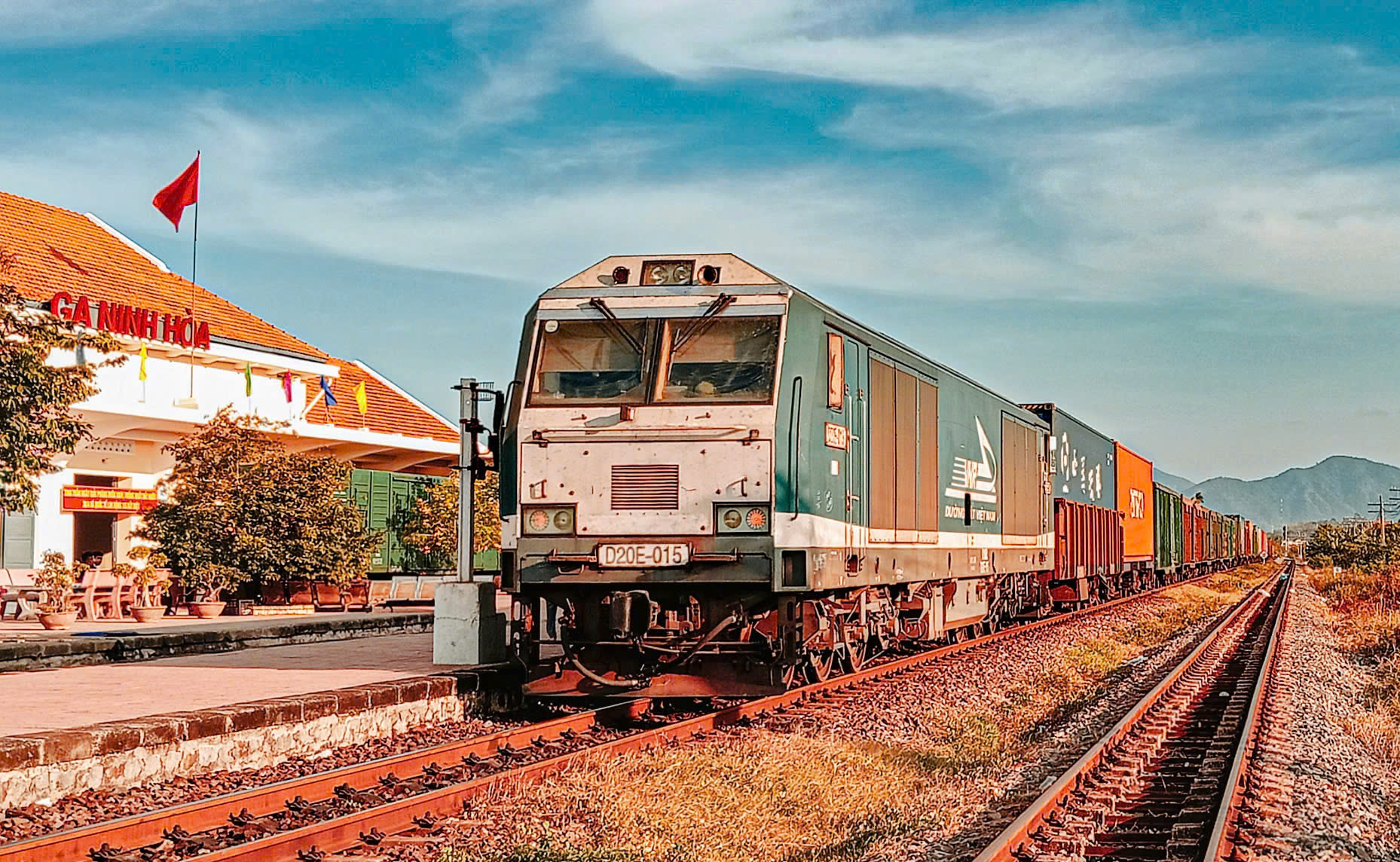
D20E-015 Kéo Tàu Hàng Tại Ga Ninh Hòa.